# Malarstwo gabinetowe

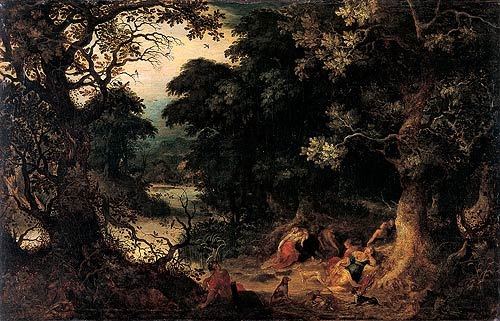
Abraham Govaerts: Leśny pejzaż z wypoczywającą Dianą, 1614

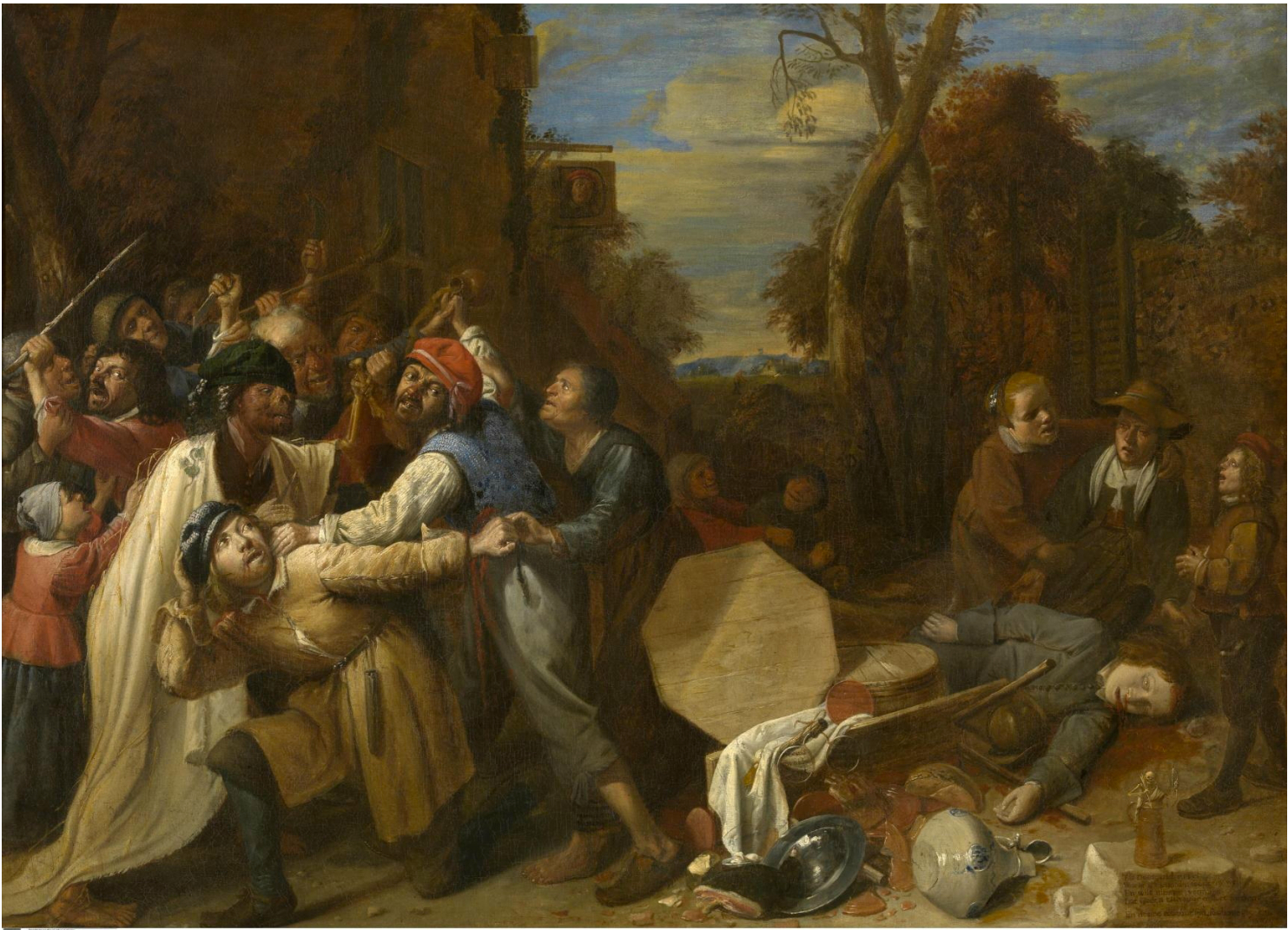
Joos van Craesbeeck: Bijatyka w karczmie, XVI w.

Malarstwo gabinetowe – rodzaj malarstwa, popularnego głównie wśród malarzy niderlandzkich. Obrazy były przeznaczone do dekorowania pomieszczeń najczęściej prywatnych, bogatych arystokratów lub elitarnej zamożnej grupy mieszczan.
Przedstawicielem tego rodzaju malarstwa był m.in. Rubens, który jako pierwszy zerwał z malarstwem portretowym.
Frans Francken Młodszy i Jan Brueghel Starszy w 1610 roku w Antwerpii wprowadzili obrazy dla tzw. Gabinetów amatorów. Jednym z takich dzieł z tego okresu jest Gabinet królewicza Władysława Zygmunta Wazy powstały w 1626 roku przez nieznanego autora.
Głównymi tematem takich obrazów były pejzaże, wnętrza architektoniczne (Hendrick van Steenwijck) a także sceny mitologiczne (Frans Francken Młodszy) i motywy religijne. Bardzo często tworzono portrety sławnych ludzi, malowano martwą naturę (Daniel Seghers), zwierzęta i trofea myśliwskie. Obrazy najczęściej były średnioformatowe. Klasycznymi przykładami takich obrazów jest Pejzaż leśny z wozem przejeżdżającym przez bród (Abraham Govaerts czy Pejzaż z rozbójnikami dzielącymi łup (Jan Brueghl Starszy). 
 Bardzo popularnym tematem były naturalistyczne sceny z życia chłopstwa lub plebsu. Tematyką taka zajmował się głównie Adriaen Brouwer, David Teniers II, Joos van Craesbeeck, David Ryckaert III i Mattheus van Hellemont